# Kährs
Kährs ist ein schwedischer Parketthersteller mit Sitz in Nybro. Das Unternehmen wurde 1857 von Johan Kähr gegründet. Das Unternehmen produziert und entwickelt Parkett für den Einsatz im Wohn- und Objektbereich (Wohnungsbau, Gastronomie, Hotellerie etc.). Kährs ist nach eigenen Angaben Erfinder des Fertigparketts und der leimfreien Verriegelung.
Die Firma ist Mitglied der Kährs Group, hat 300 Mio. Euro Jahresumsatz und führt über 400 Produkte.

## Geschichte
Kährs wurde 1857 von Johan Kähr als Drechslerei gegründet. Es stellte zu Beginn vorwiegend Holzwaren wie beispielsweise Spinnmaschinen her. Im Jahr 1919 gründete Gustaf Kähr, der Enkel von Johan Kähr, die Firma AB Gustaf Kähr. Das Unternehmen produzierte Türen, Spielzeug, Möbel und Parkett. 1937 erhielt er das Patent auf die Lamellenplatte, die moderne Mehrschichttür. 1941 wurde Kährs das Patent für die Erfindung des Mehrschichtparketts verliehen.

## Produkte
1958 brachte Kährs nach eigenen Angaben den ersten werkseitig lackierten Parkettboden auf den Markt. 1965 ließ Kährs eine Sportbodenkonstruktion patentieren, bei der die Parkettdielen auf ein flexibles Lattensystem genagelt wurden. Die meisten modernen Sportböden basieren nach Angaben der Firma heute noch auf dieser Konstruktion.
1984 bot das Unternehmen nach eigenen Angaben als erster Parketthersteller einen lösungsmittelfreien Lack an.
Mit der Einführung des Produkts Woodloc im Jahr 2000 brachte Kährs nach eigenen Angaben den ersten Parkettboden mit Klickverbindung auf den Markt. Im Jahr 2004 wurde ein neuer Sportboden eingeführt.
Kährs führte 2019 die Kährs Luxury Tiles ein. Designböden.
Kährs Parkett stellt 2-Schicht und 3-Schicht Fertigparkett (Mehrschichtparkett) her. Darüber hinaus bietet der Hersteller Zubehörprodukte an.

## Vertrieb
Die Produkte von Kährs werden ausschließlich über den Fachhandel in über 50 Ländern weltweit vertrieben. Zu den Kunden zählen der Großhandel, Baustoffhandel und Holzfachmärke, Parkett- und Bodenleger sowie Objekteure und Raumausstatter.

## Zertifizierungen und Auszeichnungen
- PEFC[10]
- EMAS
- FSC
- Interior Innovation Award für Da Capo Eiche Unico und Notting Hill
- Nordic Swan Ecolabel[11]
- Bureau Veritas